# الرحلة إلى مكة
الرحلة إلى مكة: على خطى ابن بطوطة  هو فيلم حائز على جائزة آيماكس («شاشة عملاقة») للفيلم الوثائقي الدرامي الذي يُصور أول رحلة للحياة الحقيقية التي دوّنها الباحث الإسلامي ابن بطوطة في رحلته من المغرب، بلده الأصلي، إلى مكة المكرمة (لأداء فريضة الحج) عام 1325.

## الخلفية
انطلقت رحلة طالب القانون الديني الإسلامي ابن بطوطة (مولد 1304- وفاة 1368)، (بعمر يناهز 20 سنة، واسمه الكامل هو أبو عبد الله محمد بن عبد الله اللواتي الطنجي ابن بطوطة،) من طنجة، وهي مدينة في شمال المغرب، سنة 1325، متجها لأداء فريضة الحج إلى مكة المكرمة، التي تبعد 3,000 ميلأ (أكثر من 4,800 كيلومتر) إلى الشرق. هذه الرحلة اقتادته 18 شهرا كاملا، حيث واجه المحن والشدائد على طول الطريق بما في ذلك هجوم قطاع الطرق، والإنقاذ من قبل البدو، عواصف رملية عنيفة وغيبوبة العطش.
أمضى ابن بطوطة ما مجموعه 29 عاما متجولا بين البلدان، وقطع 75,000 ميلا (117,000 كلم) قبل أن يدخل أخيرا رحلة عودته إلى موطنه. وسافر «أبعد من أي كاتب قبله [...] واصفا معظم بقاع العالم المعروف»، بما فيهم أفريقيا، إسبانيا، الهند، الصين وجزر المالديف.
عن عودة ابن بطوطة إلى موطنه المغرب، طلب منه سلطان البلاد ان يُدون له كل تجارب رحلته، وصفه البعض بأنه «واحد من أكثر كتب السفر شهرة في العالم».

## ملخص الفيلم
الرواية بصوت الممثل البريطاني بين كنغسلي في نسخته الإنجليزية وصوت عبد الفتاح بوعكاز في نسخته العربية. والفيلم، الذي يصور رحلة معاصرة لفريضة الحج، يسرد أول 18 شهرا من رحلة ابن بطوطة الطويلة، إلى مكة المكرمة. تم تصوير الفيلم في كل من المغرب والسعودية باللغتين العربية والإنجليزية، مع الأمازيغية في الخلفية.
في طريق هذا الرحّآلة إلى مكة، راكبا وحده على ضهر حصانه، اُوقف ابن بطوطة من قبل قطاع الطرق، حيث سُرق زاده وكاد يُقتل، إلا أنه عندما أدرك زعيم العصابة أنه يقصد حج بيت الله، تغلبه الشعور بالخجل، وعرض على ابن بطوطة مرافقه إلى مصر (مقابل رسم). كانت رحلة شاقة بالجمال عبر الصحراء حيث واجهوا العواصف الترابية الشديدة، قبل اتخاذ القوارب للتنقل في النيل. عند الوصول إلى مصر، تسلم رسالة أعطيت له من قبل صديق لأحد الشيوخ، مستندة إلى الحديث النبوي (تقليد شفوي من النبي محمد)، أبلغت انه «في طلب العلم، حتى لو اضطر للذهاب إلى أماكن بعيدة»، وبالتالي له مزيد من يسافر واسعة النطاق.
اعتزم ابن بطوطة مواصلة رحلته إلى مكة المكرمة عن طريق البحر، عبر ميناء عيدهب في البحر الأحمر، ولكن الحرب والأخطار هناك جعلته يكمل سفره برا عبر دمشق بدلا من ذلك، حيث انضم إلى قافلة كبيرة برفقة 10,000 من الحجاج على طول الطريق. وقرر البقاء معهم حتى تصل إلى وجهتها النهائية، مكة المكرمة.

## وصلات خارجية
- YouTube: Journey to Makkah trailer على يوتيوب
- Cosmic Pictures
- Giant Screen: Journey to Makkah
- SK Films
- الرحلة إلى مكة على موقع IMDb (الإنجليزية)
- الرحلة إلى مكة على موقع روتن توميتوز (الإنجليزية)
- الرحلة إلى مكة على موقع أول موفي (الإنجليزية)
- الرحلة إلى مكة على موقع قاعدة بيانات الفيلم (الإنجليزية)
- الرحلة إلى مكة على موقع ليتربوكسد (الإنجليزية)
- الرحلة إلى مكة على موقع كينوبويسك (الروسية)

1. 1 2  McNeil Jr.، Donald G. (13 فبراير 2009). "The Long, Dusty Trek Toward Tolerance". نيويورك تايمز. مؤرشف من الأصل في 2018-02-13. اطلع عليه بتاريخ 2009-08-27. {{استشهاد ويب}}: استعمال الخط المائل أو الغليظ غير مسموح: |ناشر= (مساعدة)
2. ↑  Staff. "Journey to Makkah". Cosmic Picture. مؤرشف من الأصل في 2009-03-09. اطلع عليه بتاريخ 2008-09-23.
3. 1 2 3 4  Zainal، Martina (30 يونيو 2009). "IMAX film 'Journey to Mecca' proves to be enlightening". Jakarta Post. مؤرشف من الأصل في 2016-03-03. اطلع عليه بتاريخ 2009-08-27.
4. 1 2  Staff (2009). "Journey to Makkah - a Giant Screen Film: Home". Giant Screen. مؤرشف من الأصل في 2018-08-13. اطلع عليه بتاريخ 2009-08-27.
5. ↑  Byrne، Joseph Patrick (2004). The Black Death (Greenwood Guides to Historic Events of the Medieval World). Greenwood Press. ص. 131. {{استشهاد بكتاب}}: الوسيط غير المعروف |الرقم المعياري= تم تجاهله يقترح استخدام |ردمك= (مساعدة) Annotated edition (September 30, 2004). See google book search.
6. 1 2 3 4 5 6  Knight، Chris (5 فبراير 2009). "Journey to Mecca: Spiritualizing your Imax experience". The National Post. مؤرشف من الأصل في 2023-06-27. اطلع عليه بتاريخ 2009-08-27. {{استشهاد ويب}}: استعمال الخط المائل أو الغليظ غير مسموح: |ناشر= (مساعدة)[وصلة مكسورة]
7. 1 2 3 4 5 6 7 8 9 10 11 12 13  Khan، Fouzia (2009). "Journey to Makkah". جريدة سعودي جازيت. مؤرشف من الأصل في 2012-02-18. اطلع عليه بتاريخ 2009-08-27. {{استشهاد ويب}}: استعمال الخط المائل أو الغليظ غير مسموح: |ناشر= (مساعدة)
8. ↑  Wolfe، Michael (1998). One thousand roads to Makkah: Ten Centuries of Travelers Writing about the Muslim Pilgrimage. Grove Press. ص. 51. {{استشهاد بكتاب}}: الوسيط غير المعروف |الرقم المعياري= تم تجاهله يقترح استخدام |ردمك= (مساعدة)